# Cassini (cràter marcià)
Cassini és un gegantí cràter d'impacte del planeta Mart situat al sud del cràter Luzin, al sud-oest de Quenisset, a l'oest de Flammarion, al nord de Tikhonravov, al nord-est d'Herny, a l'est de Pasteur i al sud-est de Cerulli, i situat amb el sistema de coordenades plaentocèntriques a 26.8 ° latitud N i 35.86 ° longitud E. L'impacte va causar una depressió de 408.23 quilòmetres de diàmetre.
El nom va ser aprovat l'any 1973 per la Unió Astronòmica Internacional, en honor de l'astrònom i enginyer italià Giovanni Cassini (1625-1712).

## Imatges

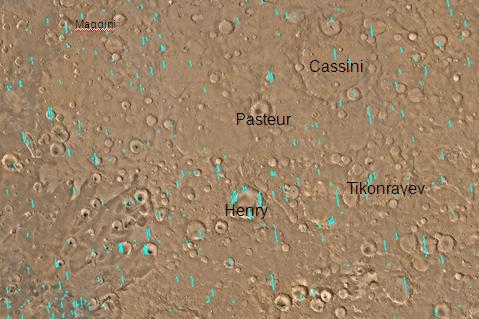
Mapa del quadrangle Aràbia amb els seus cràters majors. Cassini apareix a dalt a la dreta

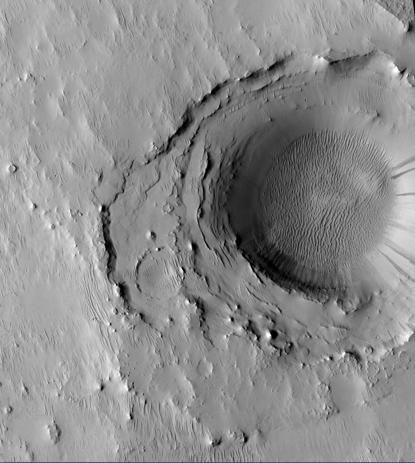
Cràter enmig de Cassini (HiRISE)

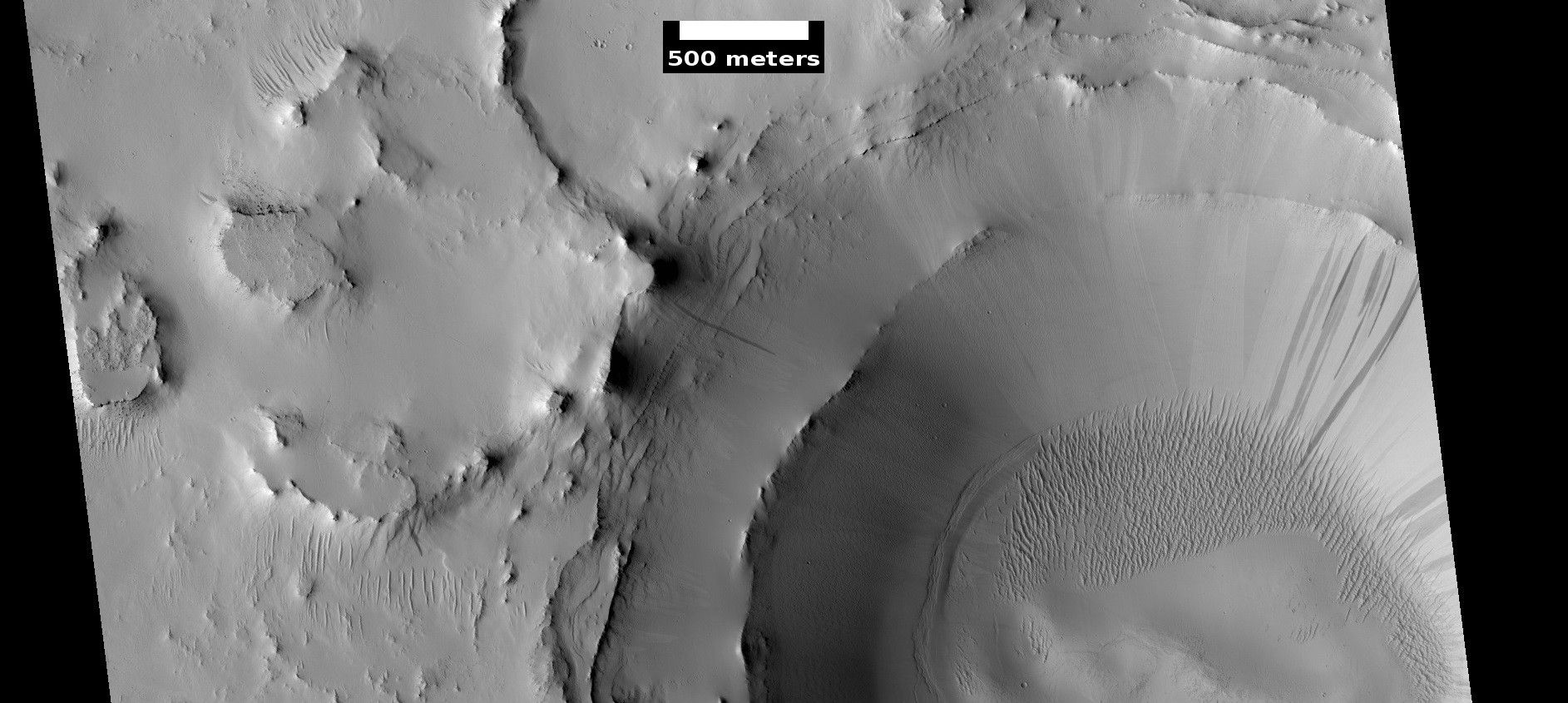
Estrats en un cràter en la plataforma del cràter Cassini (HiRISE)